# فوکر ام.۷
فوکر ام.۷ (انگلیسی: Fokker M.۷) یک هواپیمای ساخت فوکر است که توسط نیروهای آلمان و اتریش-مجارستان در جنگ جهانی اول به کار رفته‌است.